# Sebastiano Ciampi
Sebastiano Ciampi (Pistoia, 1769. október 30. – Firenze, 1847. december 14.) olasz író, műfordító.

## Élete
1803-ban tanár lett Pisában, 1818-ban Varsóba ment, hogy a lengyelorosz irodalmat tanulmányozza. 1822-ben Olaszországban a királyság közoktatásügyi bizottságának levelezője lett.  Lefordította Pausaniast (1826-43, 6 kötet), a "görög erotikusokat", a Pseudoturpinust (Firenze 1822) és a Charta Caroli Magni c. művet stb.

## Művei
- Memorie della vita di Messer Cino da Pistoja (Pisa 1808; 2. kiad. Pistoia, 1826)
- Monumenti d'un manuscritto autografo di G. Boccaccio etc. (2. kiad. Firenze, 1840)
- Lettera di Michel Angelo Buonarrotti (uo. 1834)
- Bibliografia critica delle antiche reciproche corrispondenze dell' Italia colla Russia (Firenze 1834–42, 3 kötet)